# Toralf Engan

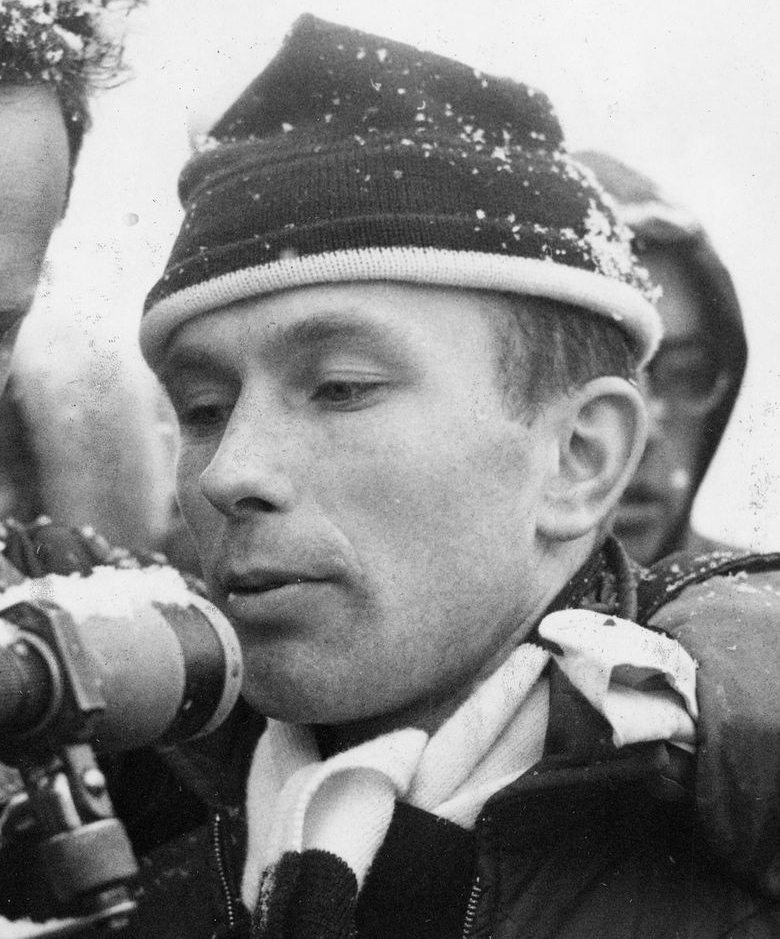
Toralf Engan blir intervjuad efter att han vann VM i backhoppning i Polen i februari 1962.

Toralf Engan, född 1 oktober 1936 i Hølonda, Melhus kommun i Sør-Trøndelag fylke, är en norsk tidigare backhoppare och backhoppstränare. Toralf Engan växte upp som det äldsta av sju syskon i skidorten Hølonda i Sør-Trøndelag. I Engans ungdom var längdskidåkaren Magnar Estenstad ortens stora idrottshjälte och efter Engans backhoppningsmeriter fick orten en tredje skidhjälte, Oddvar Brå. Alla tre har representerat Idrettslaget Leik.

## Karriär
Engans första framgång i skidbacken kom då han vann juniorklassen i Holmenkollrennet 1955. Denna prestation gjorde att han blev uttagen att vara med i en norsk 20-mans hopptrupp til Paris sommaren 1955. Nära Triumfbågen, vid Porte Malliot, restes en 40-meters hoppbacke, där det anordnades 15 tävlingar inom loppet av tre veckor. Varje kväll gick det åt 50.000 kg krossad is som underlag i backen.
Toralf Engan misslyckades i sitt försök att kvalificera sig till Olympiska vinterspelen 1960 i Squaw Valley, Kalifornien, USA. Dock måste 1960 anses ha varit ett internationellt genombrott för Engan. Han tog en andraplats i Oberstdorf och vann en tävling i Garmisch-Partenkirchen för backhoppare som inte hade kvalat in till OS. I Holmenkollen fick han även tävla mot backhopparna som hade deltagit i OS, bland andra den färska OS-vinnaren Helmut Recknagel. Recknagel vann tävlingen, men bara med en halv poäng före Toralf Engan.
Engan vann sitt enda norska mästerskap i Rælingen 1961. Dessutom vann han hopptävlingen i Svenska Skidspelen detta år, den första av tre raka segrar i Falun.
Säsongen 1961/1962 blev mycket framgångsrik för Toralf Engan. Han deltog i 26 tävlingar och vann 22. Han var bland favoriterna til att vinna guldmedaljer i Världsmästerskapen  1962 i Zakopane, Polen. För första gången i ett mästerskap tävlades det i två backar, normalbacke och stor backe. I normalbacken blev det svåra forhållanden. Engan hade magproblem och var inte i sin bästa form. Dock lyckades han vinna tävlingen 1,1 poäng före Antoni Łaciak, Polen och 3,8 poäng före Helmut Recknagel, Östtyskland. Recknagel fick revansch i stora backen, där han vann tävlingen med Engan som fjärdeman.
Toralf Engan vann Tysk-österrikiska backhopparveckan 1962/1963 efter att ha vunnit de tre första tävlingarna (i Oberstdorf, Garmisch-Partenkirchen och Innsbruck) och blivit fyra i fjärde tävlingen (i Bischofshofen).
Engan lyckades vinna ännu ett internationellt mästerskapsguld under Olympiska spelen i Innsbruck 1964. Han vann tävlingen i stora backen trots hopp som inte var perfekta. Det tredje hoppet var totalt misslyckat (som tur var räknades bara två av de tre hoppen man genomförde den gången). OS gällde också som VM den gången. I normalbacken tog han silver efter Veikko Kankkonen (Finland).
Han fick Morgenbladets Gullmedalj, Holmenkollenmedaljen, Olavstatuetten och Norska sportjournalisternas statyett med titeln Årets idrottare i Norge 1962. Han erhöll också  Fearnleys olympiske ærespris 1964.
Toralf Engan avslutade den aktiva idrottskarriären 1966. Efter att han slutade som backhoppare var Toralf Engan tränare för norska backhopparlandslaget 1967 till 1969.